# Biełyj orioł

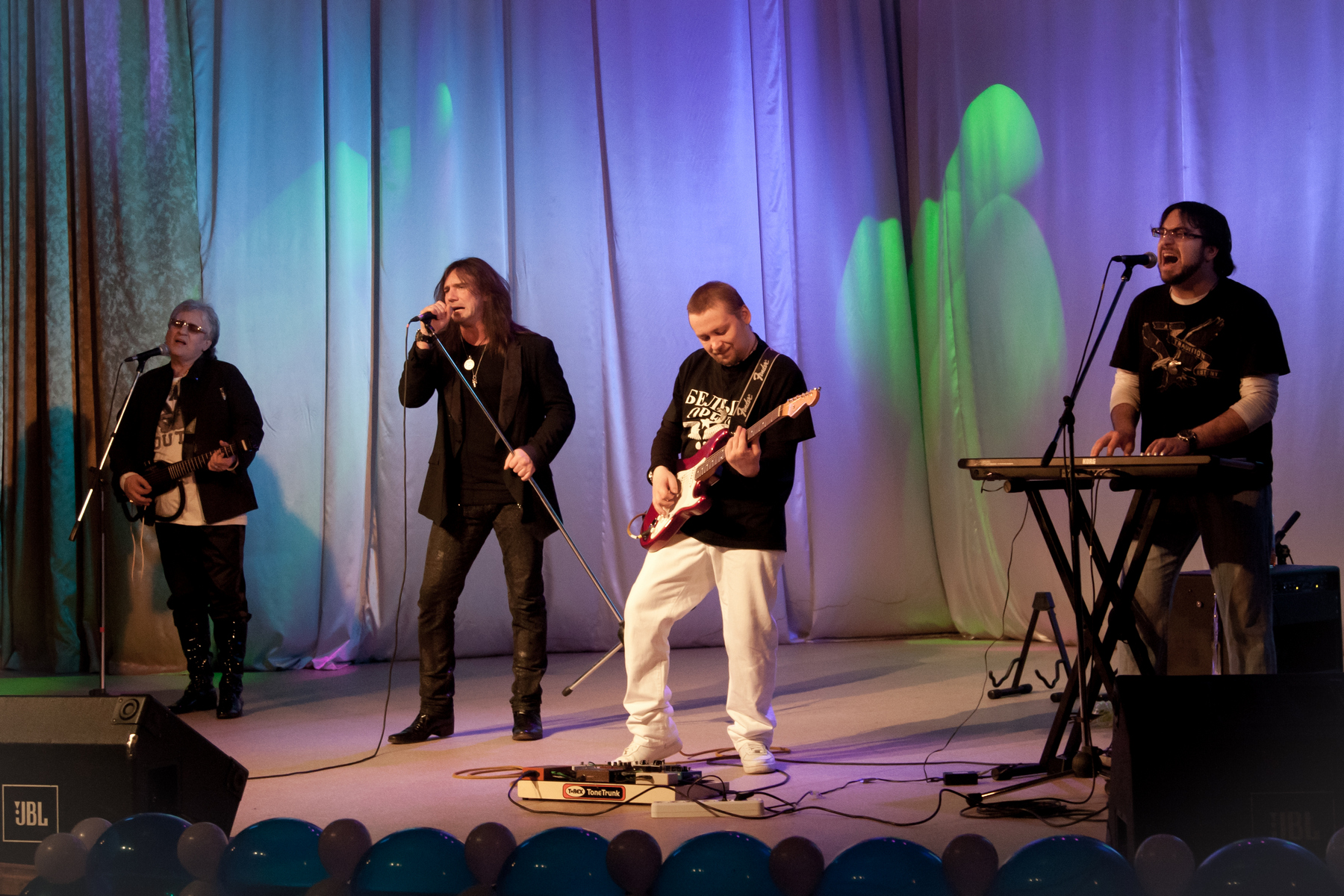
Biełyj orioł

Biełyj orioł (ros. Белый орёл; tłum. biały orzeł) – rosyjska grupa muzyczna założona w 1996 roku przez biznesmena Władimira Żeczkowa, który osobiście wykonał większość przebojów zespołu.

## Dyskografia
- 1997 – Ptica wysokogo polota
- 1998 – Potomu czto nielzia byt´ krasiwoj takoj
- 1999 – S wysokich gor spuskajetsia tuman
- 2000 – Dobryj wieczer
- 2005 – Poju, czto choczu
- 2007 – Kak my lubim
- 2011 – Na kraju
- 2011 – Nie poslednij